# تپه گذر کجین
تپه گذر کجین مربوط به دوره اشکانیان است و در شهرستان اسدآباد، بخش مرکزی، روستای گذر کجین واقع شده و این اثر در تاریخ ۱۰ بهمن ۱۳۸۳ با شمارهٔ ثبت ۱۱۳۵۷ به‌عنوان یکی از آثار ملی ایران به ثبت رسیده است.